# Фикоцианин

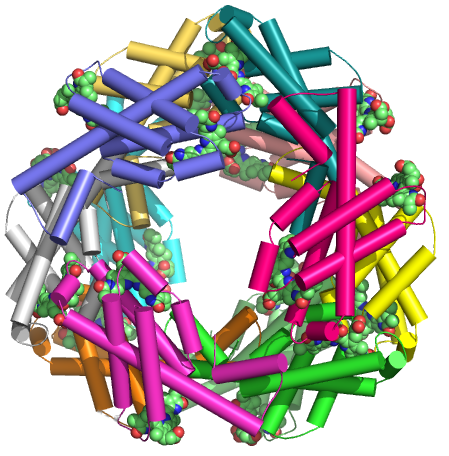
Аллофикоцианин

Фикоцианобилин

Фикоциани́н — это пигмент-белковый комплекс из семейства светособирающих фикобилипротеинов, в которую также входят аллофикоцианин и фикоэритрин. Название происходит от греч. phyco — «водоросль» и cyanin от англ. cyan, что изначально означает оттенок зелёно-голубого и происходит из греч. kyanos, обозначавшего другой цвет — тёмно-голубой. Он является вспомогательным пигментом хлорофилла. Все фикобилипротеины водорастворимы, так что не могут находиться в мембране как каротиноиды, а вместо этого аггрегируются в оформленные кластеры, которые прилипают к мембране фикобилисом. Фикоцианин светло-голубого цвета, поглощает оранжевый и красный свет около 620 нм (в зависимости от типа) и излучает в районе 650 нм (что тоже зависит от его типа).
Аллофикоцианин поглощает и излучает более длинные волны, чем фикоцианин-С и фикоцианин-R. Фикоцианины были обнаружены у цианобактерий (раньше называемых синезелёными водорослями).
Фикоцианин, синтезируемый Aphanizomenon flos-aquae и спирулиной, используется в пищевой промышленности как натуральный краситель 'Lina Blue'. Его часто можно обнаружить в конфетах, мороженом и газированных напитках.
Фикоцианин-С обычно находят у цианобактерий, живущих в горячих источниках, поскольку он сохраняет стабильность вплоть до 70°С, имея идентичные спектроскопические (светопоглощающие) характеристики при 20°С и 70°C.